# Poetas de cementerio

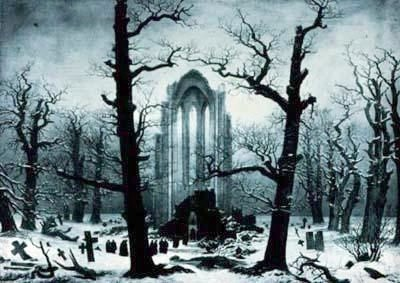
Cementerio de un monasterio bajo la nieve, por Caspar David Friedrich, 1818, reflejo romántico de la atracción por los cementerios.

Los poetas de cementerio ("Graveyard Poets" en inglés) son un grupo de poetas prerrománticos ingleses del siglo XVIII caracterizado por sus meditaciones melancólicas sobre la mortalidad, los 'cráneos y los ataúdes, los epitafios y los gusanos' (Blair: The Grave 23) en el contexto del cementerio. A esto se le añadió, por los epígonos del movimiento, un sentimiento por lo 'sublime' y lo misterioso, y un interés en formas poéticas inglesas 'antiguas' y la poesía popular. A menudo son considerados precursores del género gótico.
Entre los poetas de cementerio se encuentran Thomas Parnell, Thomas Warton, Thomas Percy, Thomas Gray, James Macpherson, Robert Blair, William Collins, Mark Akenside, Joseph Warton y Edward Young. También puede añadirse a este grupo al párroco y escritor James Hervey, pero en prosa, por sus Meditaciones entre las tumbas.
El poema más antiguo atribuido a la escuela de cementerio es el de Thomas Parnell A Night Piece on Death (Pieza nocturna sobre la muerte, 1726), en la que el propio Rey Muerte (la muerte es voz masculina en inglés) señala la dirección de su reino de huesos.
Poemas posteriores característicos son los Night Thoughts (Pensamientos nocturnos) de Edward Young (1742), en los que un viajero solitario reflexiona lúgubremente en un cementerio.
La obra de Blair The Grave (La tumba, 1743) sigue esta línea tan poco alegre.
Sin embargo, un estado de ánimo más contemplativo y suave se consigue en los celebrados versos iniciales de Gray Elegy in a Country Churchyard (Elegía en un cementerio de aldea, 1750). 
Los poetas de cementerio fueron figuras destacadas e influyentes, que crearon agitación en la mente del público, y marcaron un cambio en el humor y la forma de la poesía inglesa en la segunda mitad del siglo XVIII, que con el tiempo llevó al Romanticismo.
En España, el ejemplo más claro de prerromanticismo influido por el tono de las Noches de Young es Noches lúgubres, de José Cadalso, con un ambiente espeluznante y tono tétrico.
En Italia, ejemplos célebres de este tipo de poesía se encuentran en Ugo Foscolo y en algunos versos de Giacomo Leopardi. 
Esta línea lúgubre fue seguida con posterioridad en autores como Howard Phillips Lovecraft, con algunas de sus poesías, y Edgar Lee Masters, con su Antología de Spoon River (1916).